# Hrabstwo Cavalier

Piramida wieku hrabstwa

Hrabstwo Cavalier (ang. Cavalier County) – hrabstwo w północno-zachodniej części stanu Dakota Północna w Stanach Zjednoczonych. Hrabstwo zajmuje powierzchnię 3 911,24 km². Według szacunków US Census Bureau w roku 2006 miało 4099 mieszkańców. Siedzibą hrabstwa jest Langdon.

## Miejscowości
- Alsen
- Calio
- Calvin
- Hannah
- Loma
- Langdon
- Munich
- Milton
- Nekoma
- Osnabrock
- Sarles
- Wales